# Lobelin
Lobelin ist ein nikotinähnlich wirkendes Piperidinalkaloid mit zentralen und peripheren Wirkungen.

## Vorkommen

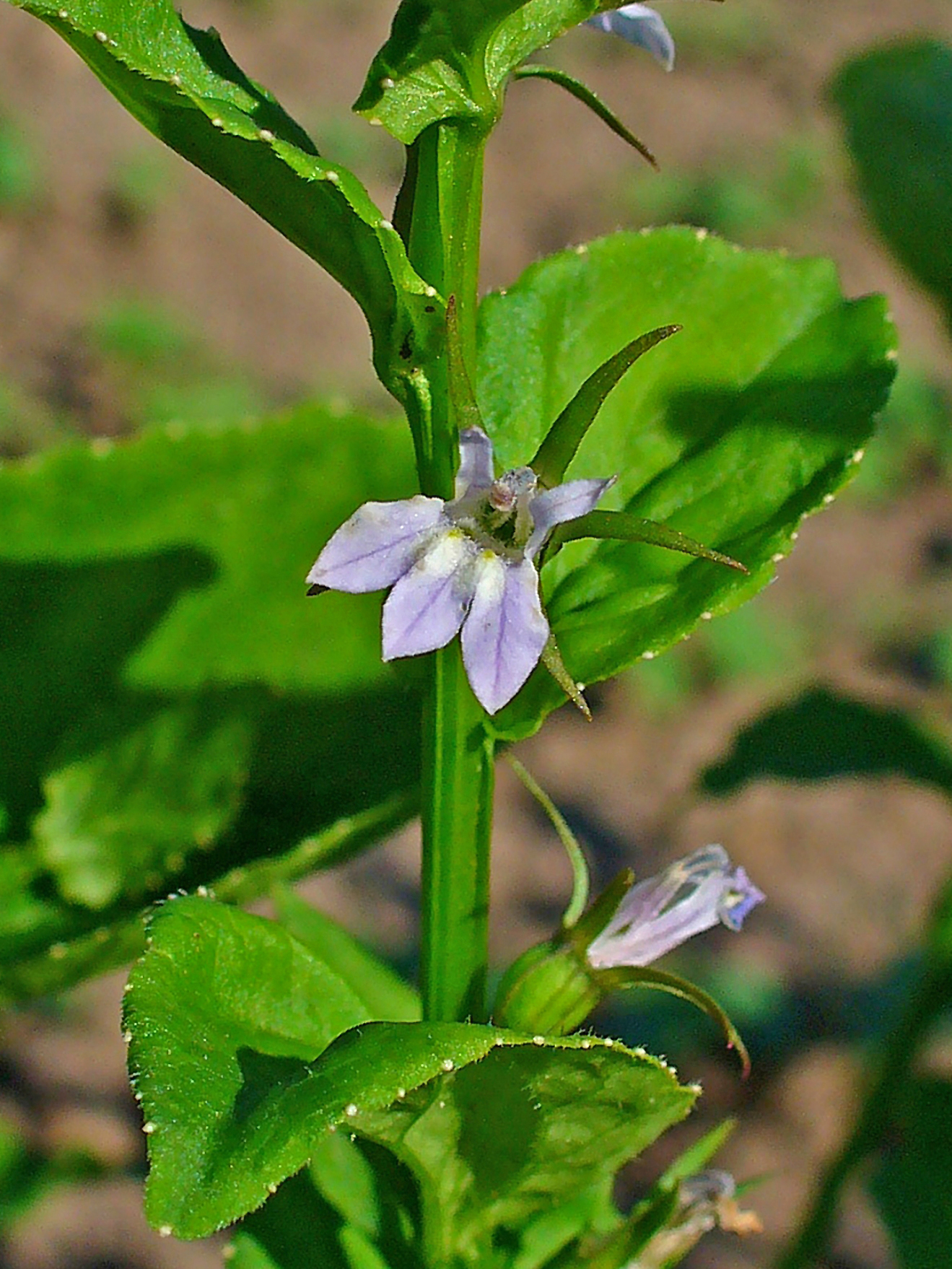
Indianertabak (Lobelia inflata).

Es kommt in Kraut und Samen des Indianertabaks (Lobelia inflata) vor.

## Eigenschaften
Lobelin ist schlecht löslich in Wasser, gut in heißem Chloroform, Benzol oder Ether.
Als Lobelinhydrochlorid (C22H28ClNO2, Zoolobelin, Lobron) ist es besser wasserlöslich (25 g in 1 l Wasser) und löst sich auch gut in Alkohol (83 g in 1 l Alkohol) und Chloroform.

## Verwendung
Lobelin wurde in früheren Jahren für die Raucherentwöhnung genutzt, jedoch existieren keine kontrollierten Studien, so dass es nicht zur Raucherentwöhnung empfohlen werden kann.

## Geschichte
Der Indianertabak, auch „Brechkraut“ genannt, wurde bereits von den Indianern genutzt. Sie behandelten damit die Wassersucht und verwendeten es als Antisyphilitikum zur Behandlung der Syphilis. Später stellte man fest, dass es auch bei Asthma Wirkung zeigte. So wurde es seit 1820 in den Arzneimittelbüchern erwähnt. In Deutschland forschte die Firma C. H. Boehringer, Ingelheim, unter Beteiligung von Heinrich Otto Wieland an der Reindarstellung und konnte im Jahre 1921 den Wirkstoff als Lobelin (Ingelheim) auf den Markt bringen. Der große Erfolg dieses Atemanaleptikums führte zur intensiven Forschung, und es gelang der Firma Boehringer dann 1937 die großtechnische vollsynthetische Herstellung des Wirkstoffes. Dieses kam kurz vor dem Zweiten Weltkrieg als das Arzneimittel Lobeton auf den Markt.